# 吉弘鎮信
吉弘 鎮信（よしひろ しげのぶ）は、戦国時代から安土桃山時代にかけての武将。大友氏の家臣。吉弘鑑理の嫡男。

## 生涯
豊後国の戦国大名大友氏の家臣・吉弘鑑理の嫡男として誕生。弟に高橋紹運がいる。主君・大友義鎮（宗麟）から偏諱を賜り、鎮信と名乗る。
父と同様に大友氏に仕え、永禄4年（1561年）には、主君・義鎮の命で15000を率いて、毛利氏から豊前門司城を奪回するために大将として進軍した。しかし、毛利方の村上水軍らの援軍に加え、毛利方の乃美宗勝が一騎討ちにて大友方の伊美鑑昌（伊美弾正左衛門統正）を討ち取ったことで敵味方の士気が逆転したため、門司城奪還は不可能と引き際を判断した鎮信は、同年11月には速やかに退却した。
永禄5年（1562年）、毛利元就の調略に乗った肥前国の龍造寺隆信が大友方の城を圧迫。同じくして、大友氏家臣の高橋鑑種が立花鑑載と謀って挙兵し、毛利氏の援軍4万も立花山城を目指した。これに対し大友氏は、永禄12年（1569年）4月、多布施口の戦いに勝利し龍造寺氏と和睦を急ぎ、出雲国では尼子残党決起を促す。周防国では、大内氏一門の大内輝弘を帰国させて挙兵させた上、5月にほぼ全軍を博多にて集結させた。10月15日、鎮信率いる隊は2～3000人。立花表布陣の毛利軍の背後に回り毛利の兵站線を叩き、毛利軍の死者は3500ほどにのぼったとされる。鎮信直属部隊の活躍は特に凄まじく、直属部隊のみで毛利兵百数十人を討ち取り、宗麟の賞賛を受けている。また、毛利軍の殿を守ったのは毛利軍きっての猛将・吉川元春であった事からも、その凄まじさがうかがえる。
元亀2年（1571年）、父・鑑理の死去により家督を継ぎ、筑前国立花城督として、博多・堺の商人との交渉などで活躍した（ただし、あくまでも吉弘氏の本城は豊後本国にある屋山城や筧城であり、立花山に拠っていたのは大友家の城督としてである）。その後、大友宗麟が数々の苦言により邪魔になった立花道雪を立花城督に任命して遠ざけ、代わりに鎮信を帰国させ側近とした。以後は宗麟の側近を務め、奉行として活躍した。また、武勇に優れ、多々良浜の戦いや九州における毛利氏との戦いで数々の功績をあげた。
天正6年（1578年）、薩摩国の島津氏との耳川の戦いに従軍。大友宗麟が任命した総大将・田原紹忍は、実戦経験が乏しく諸将を統率する力量に欠けたため、方針がまとまらないばかりか強行派と慎重派が対立するなど足並みが揃わなかった。『戸次軍談（戸次軍記）』によれば、耳川の戦いの前哨戦ともいえる高城攻撃が開始されて、両軍の主力が小丸川、切原川挟み備えた時、斉藤鎮実と吉弘鎮信は務志賀の宗麟に旗本らと共に前線への出陣を促したが、宗麟は「田原紹忍の思意に従うべし」として動こうとはしなかった。この返事に鎮信らは怒り、「本陣の後楯なくば集結した国衆共は一時ともたず敗走すべし。粉骨砕いて我々は先を駆くるも後ろ守る勢なくして雑兵の気撓を万事如何にすべきか」と悔やんでいる。
軍議では角隈石宗と共に、様子を見ながら進退を決めるという立場を取り、一旦はそれでまとまったが、この決定に不満のあった強行派の田北鎮周が軍令を無視し、勝手に耳川を渡河し島津勢への攻撃を開始した。これを見た佐伯宗天は松山之陣より東へ迂回谷へ下り切原川へ至り渡河、島津の先陣を襲った。そのため吉弘隊もこれに巻き込まれる形で戦闘に加わらざるを得ない状況となった。
当初は、斉藤隊、吉弘隊、角隈隊、臼杵隊らを擁する大友軍が有利に戦いを進めたが、全体としての意思統一がなく統制が取れていなかったため、島津陣へ深追いするものがあとを立たなかった。そこへ島津軍の野伏せ兵が横腹から一斉に鉄砲を浴びせたため、大友軍の大半は大混乱に陥った。総大将の紹忍は退却を命ずるが、すでに連絡網を断たれ各隊がバラバラとなっていた大友勢は総崩れとなった。吉弘隊や角隈隊は個別に奮戦するが、戦局はくつがえせず鎮信は戦死した。
家督は子の統幸が継いだ。

## 系譜
- 父：吉弘鑑理（1519?-1571）
- 母：貞善院義誉静音 - 大友義鑑娘
- 室：玉流院妙泉 - 臼杵鑑速娘
  - 男子：吉弘統幸（1563-1600）
  - 男子：吉弘統貞 - 臼杵鎮定の養子
- 側室：林ジュリア - 大友義鎮（宗麟）の継室奈多夫人の女中頭、のち宗麟の継室
  - 女子：林クインタ  - 大友宗麟の養女、林宗頓（志賀親成、洗礼名はゴンサロ）室
  - 女子：大友親家室
- 生母不明の子女
  - 男子：田北鎮生（統員）
  - 女子：戸次統常室
  - 女子：橋津（松山）伊兵衛室

## 関連作品
- 赤神諒『大友落月記』（日本経済新聞出版社、2018年9月11日）ISBN 978-4532171476（吉弘鎮信を主人公とする小説）